# Jagdpanzer 38 Hetzer

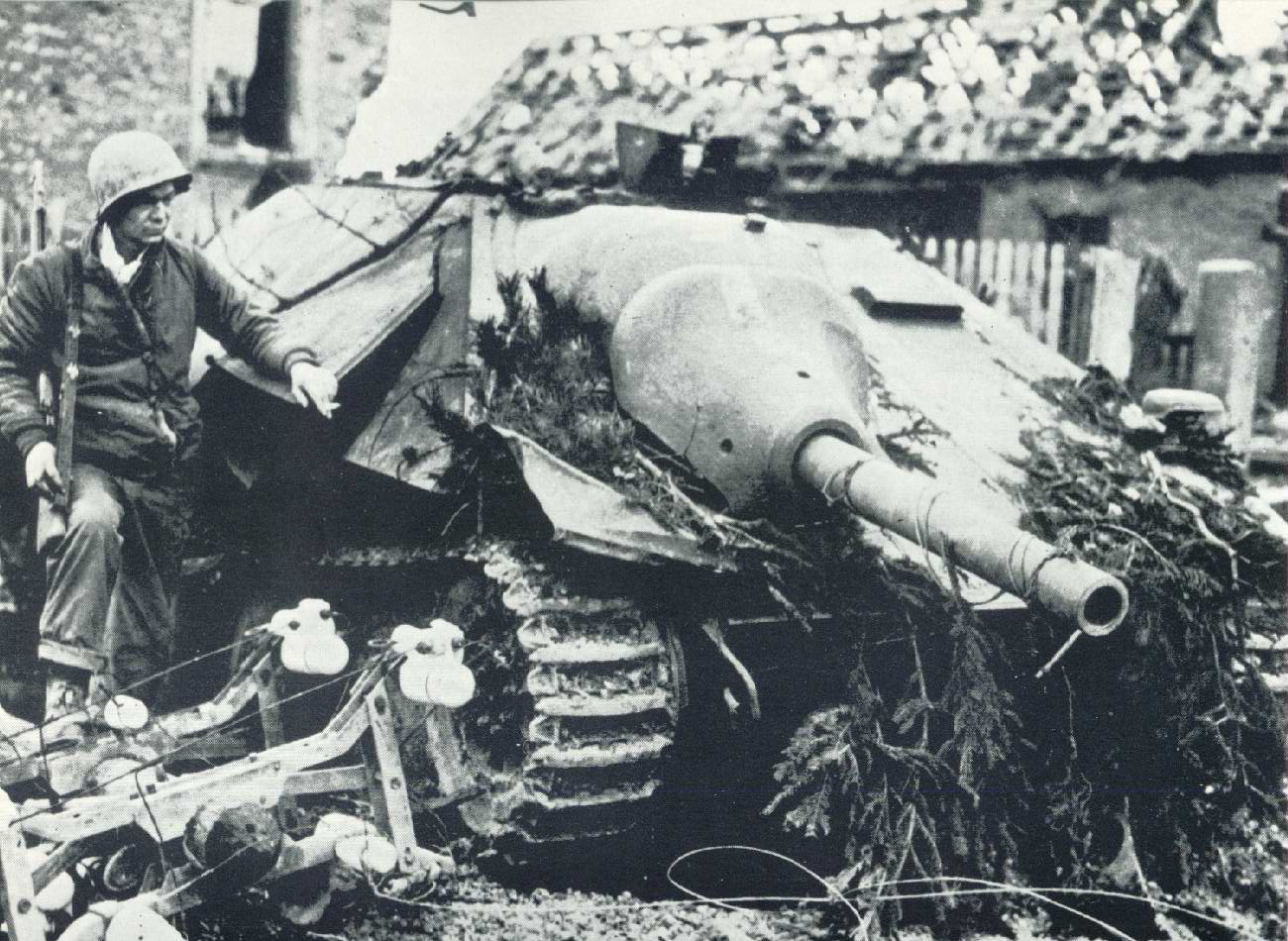
Một lính Phe đồng minh đứng bên cạnh Pháo tự hành chống tăng Hetzer bị kíp lái của phát xít Đức bỏ lại

Pháo tự hành chống tăng Jagdpanzer 38 "Hetzer" (tạm dịch "mồi nhử") là một dòng Pháo tự hành chống tăng hạng nhẹ khá thành công của Đức Quốc xã trong Chiến tranh thế giới thứ 2. Dựa trên khung gầm của xe tăng Panzer 38(t), thiết kế của xe có nhiều điểm tương đồng với dòng Pháo tự hành chống tăng Mareșal của Romania.

## Lịch sử phát triển
Được phát triển với tiêu chí đem lại hiệu quả kinh tế cao hơn dòng Jadgpanther và Jagdtiger. Pháo tự hành chống tăng Hetzer tận dụng lượng lớn khung gầm xe tăng hạng nhẹ Panzer 38(t),vốn đã lỗi thời trước những loại tăng khác cùng thời kì. Ngoài thiết kế đơn giản và hiệu quả của khung gầm cũng giúp xe tránh được những lỗi kĩ thuật hay xảy ra ở những dòng tăng lớn hơn .
Được trang bị giáp tốt hơn dòng pháo chống tăng Panzerjäger Marder và Nashorn với giáp trước dày 60mm được đặt nghiêng 60 độ (tương đương với 120mm giáp ở vị trí thẳng đứng), Pháo tự hành chống tăng này có thể hoạt động hiệu quả hơn trên chiến trường,do có thể đảm bảo an toàn cho kíp lái trước vũ khí của bộ binh. Do đó dòng pháo tự hành chống tăng này này được đưa vào sản xuất từ tháng 4/1944 đến cuối cuộc chiến chanh thế giới thứ hai, thay thế cho pháo tự hành chống tăng Marder III. Những mẫu xe đầu tiên có sự phân bố trọng lượng không đều do lớp giáp dày ở mặt trước.Một giải pháp được đưa ra là gia cố các lò xo ở phần đầu của xe,giúp lấy lại cân bằng.Từ tháng 5-7/1944, các mẫu xe có nhiều cửa sập hơn,giúp việc tiếp cận/thoát hiểm được dễ dàng hơn. Các cửa sập này bao gồm: cửa chỉ huy,cửa sập để tiếp cận bình xăng,bộ tản nhiệt v.v.Từ tháng 8/1944, một loại khiên che đạn mới được sử dụng,khiến trọng lượng của xe giảm được 200 kg.Ngoài ra,xe cũng được lắp thêm một bánh xích truyền động ở phía sau cũng nhu trải qua những thay đổi nhỏ trong những tháng tiếp theo.Thiết kế của dòng xe này cũng được ứng dụng cho Pháo tự hành chống tăng E-10, nằm trong dự án xe tăng & thiết giáp thế hệ mới của Đức Quốc xã giai đoạn mới.

## Thiết kế
Điểm nổi bật nhất là bộ giáp đặc trưng của dòng Pháo tự hành chống này. Lấy ý tưởng từ dòng PTHCT Mareșal ("nguyên soái") của Romania Giáp trước tuy chỉ vỏn vẹn 60mm, nhưng được đặt nghiêng 60 độ so với phương thẳng đứng,khiến cho độ dày thực tế tăng lên đến 120mm,giúp cho tổ lái được an toàn trước hầu hết các loại vũ khí chống tăng của quân đồng minh thời bấy giờ (đạn chống tăng M79 của Pháo tự hành chống tăng M10 chỉ có thể xuyên được 76mm giáp từ khoảng cách 900m). Ngoài ra giáp nghiêng còn làm tăng khả năng nảy đạn ra.giáp ở hai bên và phía sau cũng được làm nghiêng,dù cho hiệu quả không đáng kể.Để chịu tải được một lượng giáp lớn như vậy, bề rộng của xích xe được tăng từ 293mm lên đến 350mm.
Hỏa lực của pháo tự hành chống tăng cũng được cải thiện đáng kể so với phiên bản xe tăng.Được trang bị pháo chống tăng 7.5 cm Pak 39 L/48,có thể tiêu diệt hầu hết xe tăng đồng minh thời bấy giờ (trừ xe tăng hạng nặng).Tuy vậy, nếu so với pháo 7.5 cm Pak 40 của dòng Marder, sức công phá cũng như gia tốc đầu nòng có phần kém hơn. Ngoài ra xe cũng có thể được trang bị lựu pháo 105mm StuH 42, nòng pháo chống tăng 7.5 cm KwK 42 L/70 từ dòng tăng Panther Thậm chí còn có một phiên bản sử dụng súng phun lửa thay cho pháo chính,được biết đến với tên gọi "Flammpanzer 38" ("Tăng phun lửa 38").Vũ khí phụ của xe là một súng máy 7.92mm MG-34, có thể được điều khiển từ phía trong xe,một yếu tố được đánh giá cao bởi những người đã từng điều khiển loại xe này.
Kích thước của xe khá nhỏ gọn, giúp cho việc ngụy trang tương đối dễ dàng và hiệu quả. Đây là một yếu tố quan trọng đối với PTHCT. Nhược điểm của việc này là không gian bên trong khá chật hẹp cho tổ lái, góc quay của pháo cũng không lớn (15 độ bên phải và 5 độ bên trái), khiến cho việc đối đầu với nhiều mục tiêu từ nhiều hướng khác nhau trở nên khá khó khăn. Bên cạnh đó, lượng đạn mang theo cũng tương đối hạn chế, nên đối đầu với một lượng lớn xe tăng địch là điều không thể. Bộ giáp dày cộng thêm vũ khí chính cũng khiến cho các lò xo và bánh xích trước dễ bị hỏng hóc/hao mòn, đặc biệt trên địa hình đồi núi.

## Phiên bản
Có tổng cộng gần 3000 Pháo tự hành chống tăng loại này được sản xuất, trong đó khoảng 160 chiếc được xuất khẩu cho Thụy Sĩ dưới tên gọi G-13. Đa phần những nguyên mẫu còn sót lại được xuất phát từ những chiếc này.
Các phiên bản gồm có:
Jagdpanzer 38: Pháo tự hành chống nguyên bản,được sử dụng trong các tiểu đoàn Pháo tự hành chống tăng ("Panzerjägerabteilungen") trực thuộc các sư đoàn bộ binh nhằm giúp chống lại xe thiết giáp của phe địch.
Befehlswagen 38: Phiên bản được dùng bởi các sĩ quan chỉ huy,sử dụng hệ thống liên lạc FuG 8
Flammpanzer 38: phiên bản được trang bị súng phun lửa Keobe thay vì pháo chống tăng chính. Được triển khai lần đầu ở chiến dịch Ardennes, trên dưới 50 chiếc được sản xuất
Panzerjaeger 38(t) mit 75mm L/70: Nguyên mẫu thử nghiệm, sử dụng pháo 7.5 cm KwK 42 L/70 từ xe tăng Panther (con báo).Chỉ ba mẫu thử được xây dựng.Tuy nhiên khiến trọng lượng tăng thêm làm phát sinh nhiều vấn đề.Cuối cùng kế hoạch sản xuất bị bãi bỏ.
Jagdpanzer 38 Starr: Một bản đơn giản tóm lược của dòng Pháo tự hành chống Hetzer.Đó là Pháo chính được gắn chặt với khung gầm,sử dụng động cơ mới. Kính ngắm cố định loại cũ được thay bằng loại mới xoay được,giúp cho chỉ huy có một tầm nhìn bao quát hơn trên chiến trường (loại cũ có một điểm mù ở góc bên phải của xe).Chỉ 10 chiếc được lắp ráp, nhưng phải đổi lại như cũ vào phút chót. Một bản nguyên mẫu còn sót lại bị phá hủy vào cuối cuộc chiến
Panzerjaeger 38(t) mit 105mm StuH 42/2 L/28: Một đề xuất trang bị lựu pháo 10.5 cm thay cho pháo chính.
ST-I: Phiên bản sau chiến tranh của Cộng hòa Séc,có 249 chiếc trong biên chế, cộng thêm 50 xe huấn luyện ST-III/CV
G13 Phiên bản xuất khẩu của Thụy Sĩ, sử dụng pháo 75mm StuK 40 L/48